# Дейч, Арнольд Генрихович
 Арно́льд Ге́нрихович Дейч (оперативный псевдоним — Отто; 21 мая 1904, Вена — 7 ноября 1942, Норвежское море) — советский разведчик-нелегал. Создатель глубоко законспирированной «Кембриджской группы» агентов, был одним из первых советских разведчиков, которые делали ставку на приобретение перспективной агентуры. С момента создания и по 1937 год контролировал деятельность Кембриджской пятёрки в Лондоне.

## Биография
Родился в Вене в еврейской семье из Словакии, двоюродный брат крупного британского промышленника Оскара Дейча.
С 1915 года учился в гимназии, в 1924 году поступил на философский факультет Венского университета, параллельно изучал физику и химию. В 1928 году окончил университет с дипломом кандидата наук по химии. Владел немецким, английским, французским, итальянским, голландским и русским языками.
В 1924 году вступил в ряды Коммунистической партии Австрии. В 1928 году впервые побывал в Москве. В 1931 году вступил в ВКП(б).
По рекомендации Отдела международных связей Коминтерна был принят на работу в ИНО ОГПУ. В 1933 году был направлен на нелегальную разведывательную работу в Париж (псевдоним «Отто»), выполнял специальные задания в Бельгии, Голландии, Австрии и Германии. В 1934 году переведен в Лондон (псевдоним «Стефан»), в целях прикрытия поступил на психологический факультет Лондонского университета, в процессе работы привлёк к сотрудничеству более 20 агентов, в том числе всех членов знаменитой «Кембриджской пятёрки» (Ким Филби, Гай Бёрджес, Джон Кернкросс, Энтони Блант и Доналд Маклейн). В августе 1935 года возвращён в СССР.
В ноябре вновь вернулся в Лондон. С апреля 1936 года работал под руководством резидента Теодора Малли (псевдоним «Манн»). Вместе с ним создал глубоко законспирированную «Оксфордскую группу» агентов. В 1936 году защитил диплом доктора психологии Лондонского университета. В сентябре 1937 года возвратился в Москву. В 1938 году Дейч и его супруга получили советское гражданство и паспорта на имена Ланг Стефана Григорьевича и Жозефины Павловны. Этот период оказался для разведчика сложным и томительным, он совпал с «чисткой», начавшейся в разведке в период «Большого террора», в течение 11 месяцев А. Дейча не привлекали ни к какой работе. В итоге в 1939 году он поступил на работу научным сотрудником в Институт мирового хозяйства и мировой экономики АН СССР.
После начала Великой Отечественной войны в ноябре 1941 года вместе с группой разведчиков был направлен нелегальным резидентом в Аргентину. Первоначальный маршрут через Иран, Индию и страны Юго-Восточной Азии стал опасным в связи с начавшейся войной США с Японией, и группа вернулась в Москву. Было принято решение плыть через Северную Атлантику.
7 ноября 1942 года танкер «Донбасс», на котором находился разведчик, был потоплен в Норвежском море немецким эскадренным миноносцем Z-27.